# 3e législature du Canada

La distribution initiale des sièges dans le parlement lors de la 3e législature

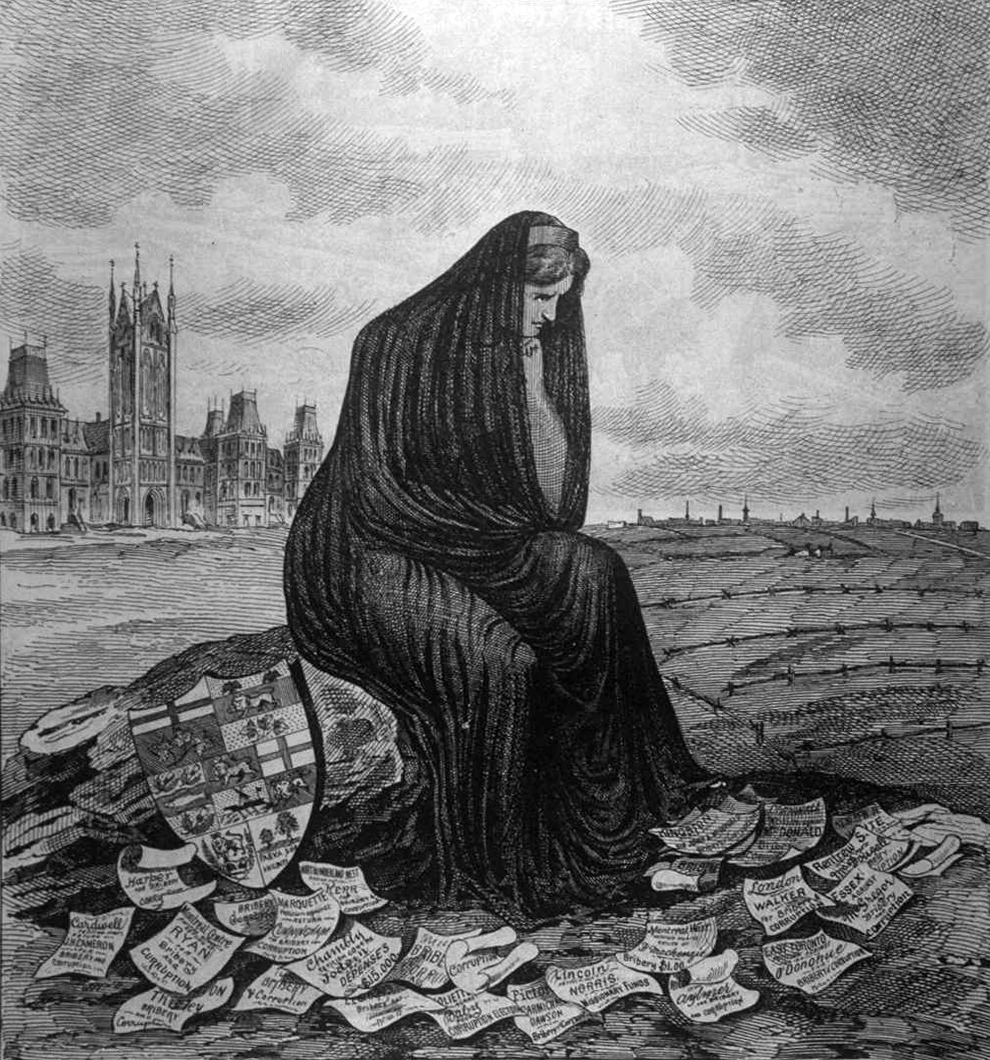
« Les remords de la patrie » gravure publiée en 1874 dans la revue canadienne L'opinion publique, accusant de corruption les députés de la 3e législature du Canada.

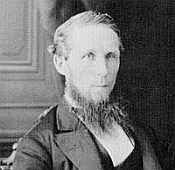
Alexander Mackenzie fut premier ministre durant la 3e législature

La 3e législature du Canada siégea du 26 mars 1874 au 17 août 1878. Ce fut les élections de 1874 qui définit la configuration dans la Chambre des communes du Canada, cette dernière fut quelque peu modifiée par des démissions et des élections partielles jusqu'à sa dissolution peu avant les élections de 1878.
Cette législature fut contrôlée par le Parti libéral du Canada dirigé par Alexander Mackenzie et qui détenait une majorité parlementaire. L'Opposition officielle fut représentée par le Parti conservateur et libéral-conservateur contrôlés par John A. Macdonald.
Le Président de la Chambre des communes fut Timothy Warren Anglin.
Voici les 5 sessions parlementaires de la 3e législature :
| Session | Début           | Fin           |
| ------- | --------------- | ------------- |
| 1re     | 26 mars 1874    | 26 mai 1874   |
| 2e      | 4 février 1875  | 8 avril 1875  |
| 3e      | 10 février 1876 | 12 avril 1876 |
| 4e      | 8 février 1877  | 28 avril 1877 |
| 5e      | 7 février 1878  | 10 mai 1878   |

## Liste des députés

### Colombie-Britannique
| Circonscription | Circonscription | Nom                                   | Parti                |
| --------------- | --------------- | ------------------------------------- | -------------------- |
| Cariboo         |                 | Joshua Spencer Thompson               | Libéral-conservateur |
| New Westminster |                 | James Cunningham                      | Libéral              |
| New Westminster |                 | Thomas Robert McInnes du 25 mars 1878 | Indépendant          |
| Vancouver       |                 | Arthur Bunster                        | Libéral              |
| Victoria        |                 | Francis James Roscoe                  | Libéral indépendant  |
| Victoria        |                 | Amor De Cosmos                        | Libéral              |
| Yale            |                 | Edgar Dewdney                         | Conservateur         |

### Île-du-Prince-Édouard
| Circonscription  | Circonscription | Nom                                     | Parti        |
| ---------------- | --------------- | --------------------------------------- | ------------ |
| Comté de King*   |                 | Daniel Davies                           | Conservateur |
| Comté de King*   |                 | Peter Adolphus McIntyre                 | Libéral      |
| Comté de Prince* |                 | Stanislaus Francis Perry                | Libéral      |
| Comté de Prince* |                 | James Yeo                               | Libéral      |
| Comté de Queen*  |                 | David Laird                             | Libéral      |
| Comté de Queen*  |                 | Peter Sinclair (père)                   | Libéral      |
| Comté de Queen*  |                 | James Colledge Pope du 22 novembre 1876 | Conservateur |

### Manitoba
| Electoral district | Electoral district | Name                                       | Party                    |
| ------------------ | ------------------ | ------------------------------------------ | ------------------------ |
| Lisgar             |                    | John Christian Schultz                     | Conservateur             |
| Marquette          |                    | Robert Cunningham décédé le 4 juillet 1874 | Libéral                  |
| Marquette          |                    | Joseph O'Connell Ryan du 25 août 1874      | Libéral                  |
| Provencher         |                    | Louis Riel                                 | Indépendant              |
| Provencher         |                    | Andrew Bannatyne du 31 mars 1875           | Libéral                  |
| Selkirk            |                    | Donald A. Smith                            | Conservateur indépendant |

Un député contesta une élection partielle et fut réélu.
- Louis Riel fut réélu dans Provencher le 3 septembre 1874 après une motion d'expulsion émise par la Chambre des communes.

### Nouveau-Brunswick
| Circonscription             | Circonscription | Nom                              | Parti                |
| --------------------------- | --------------- | -------------------------------- | -------------------- |
| Albert                      |                 | John Wallace                     | Libéral              |
| Carleton                    |                 | Stephen Burpee Appleby           | Libéral              |
| Charlotte                   |                 | Arthur Hill Gillmor              | Libéral              |
| Cité et Comté de Saint-Jean |                 | Isaac Burpee                     | Libéral              |
| Cité et Comté de Saint-Jean |                 | Acalus Lockwood Palmer           | Libéral              |
| Cité de Saint-Jean          |                 | Jeremiah De Veber                | Libéral              |
| Gloucester                  |                 | Timothy Warren Anglin            | Libéral              |
| Kent                        |                 | George McLeod                    | Indépendant          |
| King's                      |                 | James Domville                   | Conservateur         |
| Northumberland              |                 | Peter Mitchell                   | Indépendant          |
| Queen's                     |                 | John Ferris                      | Libéral              |
| Restigouche                 |                 | George Moffat                    | Conservateur         |
| Restigouche                 |                 | George Haddow du 12 janvier 1878 | Indépendant          |
| Sunbury                     |                 | Charles Burpee                   | Libéral              |
| Victoria                    |                 | John Costigan                    | Libéral-conservateur |
| Westmorland                 |                 | Albert James Smith               | Libéral              |
| York                        |                 | John Pickard                     | Libéral indépendant  |

Deux députés furent réélus dans leur circonscription lors d'élections partielles:
- Timothy Warren Anglin fut réélu dans Gloucester le 2 juillet 1877.
- Peter Mitchell fut réélu dans Northumberland le 5 février 1878.

### Nouvelle-Écosse
| Circonscription | Circonscription | Nom                                         | Parti                |
| --------------- | --------------- | ------------------------------------------- | -------------------- |
| Annapolis       |                 | William Hallett Ray                         | Libéral              |
| Antigonish      |                 | Angus McIsaac                               | Libéral              |
| Cap Breton      |                 | Newton LeGayet Mackay                       | Conservateur         |
| Cap Breton      |                 | William M. McDonald                         | Conservateur         |
| Colchester      |                 | Thomas McKay                                | Libéral-conservateur |
| Cumberland      |                 | Charles Tupper                              | Conservateur         |
| Digby           |                 | Edwin Randolph Oakes                        | Libéral-conservateur |
| Digby           |                 | William Berrian Vail du 26 octobre 1874     | Libéral              |
| Digby           |                 | John Chipman Wade du 29 janvier 1878        | Indépendant          |
| Guysborough     |                 | John Angus Kirk                             | Libéral              |
| Halifax         |                 | Alfred Gilpin Jones                         | Indépendant          |
| Halifax         |                 | Patrick Power                               | Libéral indépendant  |
| Hants           |                 | Monson Henry Goudge                         | Libéral              |
| Inverness       |                 | Samuel McDonnell                            | Conservateur         |
| Kings           |                 | Frederick William Borden                    | Libéral              |
| Lunenberg       |                 | Charles Edward Church                       | Libéral              |
| Pictou*         |                 | James W. Carmichael                         | Libéral              |
| Pictou*         |                 | John A. Dawson                              | Libéral              |
| Queens          |                 | James Fraser Forbes                         | Libéral              |
| Richmond        |                 | Edmund Power Flynn                          | Libéral              |
| Shelburne       |                 | Thomas Coffin                               | Libéral-conservateur |
| Victoria        |                 | William Ross                                | Libéral              |
| Victoria        |                 | Charles James Campbell du 17 décembre 1874  | Conservateur         |
| Victoria        |                 | Barclay Edmund Tremaine du 28 avril 1875    | Libéral              |
| Victoria        |                 | Charles James Campbell du 21 septembre 1876 | Conservateur         |
| Yarmouth        |                 | Frank Killam                                | Libéral              |

Deux députés furent réélus dans leur circonscription lors d'élections partielles.
- Thomas McKay fut réélu dans Colchester le 17 décembre 1874
- Alfred Gilpin Jones fut réélu dans Halifax on 29 janvier 1878 après avoir été nommé ministre de la Défense.

### Ontario
| Circonscription              | Circonscription | Nom                                                                                     | Parti                    |
| ---------------------------- | --------------- | --------------------------------------------------------------------------------------- | ------------------------ |
| Addington                    |                 | Schuyler Shibley                                                                        | Libéral-conservateur     |
| Algoma                       |                 | Edward Borron                                                                           | Libéral                  |
| Bothwell                     |                 | David Mills                                                                             | Libéral                  |
| Brant-Nord                   |                 | Gavin Fleming                                                                           | Libéral                  |
| Brant-Sud                    |                 | William Paterson                                                                        | Libéral                  |
| Brockville                   |                 | Jacob Dockstader Buell                                                                  | Libéral                  |
| Bruce-Nord                   |                 | John Gillies                                                                            | Libéral                  |
| Bruce-Sud                    |                 | Edward Blake                                                                            | Libéral                  |
| Cardwell                     |                 | John Hillyard Cameron                                                                   | Conservateur             |
| Cardwell                     |                 | Dalton McCarthy du 14 décembre 1876                                                     | Libéral-conservateur     |
| Carleton                     |                 | John Rochester                                                                          | Conservateur             |
| Cornwall                     |                 | Alexander Francis Macdonald                                                             | Libéral                  |
| Dundas                       |                 | William Gibson                                                                          | Libéral indépendant      |
| Durham-Est                   |                 | Lewis Ross                                                                              | Libéral réformiste       |
| Durham-Ouest                 |                 | Edmund Burke Wood                                                                       | Libéral                  |
| Durham-Ouest                 |                 | Harvey William Burk du 17 avril 1874                                                    | Libéral                  |
| Elgin-Est                    |                 | William Harvey                                                                          | Libéral                  |
| Elgin-Est                    |                 | Colin MacDougall du 11 août 1874                                                        | Libéral                  |
| Elgin-Ouest                  |                 | George Elliott Casey                                                                    | Libéral                  |
| Essex                        |                 | William McGregor                                                                        | Libéral                  |
| Frontenac                    |                 | George Airey Kirkpatrick                                                                | Conservateur             |
| Glengarry                    |                 | Donald Alexander MacDonald                                                              | Libéral                  |
| Glengarry                    |                 | Archibald McNab du 7 juillet 1875                                                       | Libéral                  |
| Grenville-Sud                |                 | William Henry Brouse                                                                    | Libéral                  |
| Grey-Est                     |                 | William Kingston Flesher                                                                | Conservateur             |
| Grey-Nord                    |                 | George Snider                                                                           | Libéral                  |
| Grey-Sud                     |                 | George Landerkin                                                                        | Libéral                  |
| Haldimand                    |                 | David Thompson                                                                          | Libéral                  |
| Halton                       |                 | Daniel Black Chisholm                                                                   | Libéral-conservateur     |
| Halton                       |                 | William McCraney du 25 janvier 1875                                                     | Libéral                  |
| Hamilton                     |                 | Aemilius Irving                                                                         | Libéral                  |
| Hamilton                     |                 | Andrew Trew Wood                                                                        | Libéral                  |
| Hastings-Est                 |                 | John White                                                                              | Conservateur             |
| Hastings-Nord                |                 | Mackenzie Bowell                                                                        | Conservateur             |
| Hastings-Ouest               |                 | James Brown                                                                             | Conservateur             |
| Huron-Centre                 |                 | Horace Horton                                                                           | Libéral                  |
| Huron-Nord                   |                 | Thomas Farrow                                                                           | Libéral-conservateur     |
| Huron-Sud                    |                 | Malcolm Colin Cameron (élection annulée en 1875)                                        | Libéral                  |
| Huron-Sud                    |                 | Thomas Greenway de 1875                                                                 | Conservateur indépendant |
| Kent                         |                 | Rufus Stephenson                                                                        | Conservateur             |
| Kingston                     |                 | Sir John A. Macdonald                                                                   | Libéral-conservateur     |
| Lambton                      |                 | Alexander Mackenzie                                                                     | Libéral                  |
| Lanark-Nord                  |                 | Daniel Galbraith                                                                        | Libéral                  |
| Lanark-Sud                   |                 | John Graham Haggart                                                                     | Conservateur             |
| Leeds-Nord et Grenville-Nord |                 | Charles Frederick Ferguson                                                              | Libéral-conservateur     |
| Leeds-Sud                    |                 | David Ford Jones                                                                        | Conservateur             |
| Lennox                       |                 | Richard John Cartwright                                                                 | Libéral                  |
| Lincoln                      |                 | James Norris                                                                            | Libéral                  |
| London                       |                 | John Walker                                                                             | Libéral                  |
| London                       |                 | James Harshaw Fraser du 18 février 1875                                                 | Libéral-conservateur     |
| Middlesex-Est                |                 | Crowell Willson élection recontestée en 1874                                            | Libéral-conservateur     |
| Middlesex-Est                |                 | Duncan Macmillan du 28 janvier 1875                                                     | Libéral-conservateur     |
| Middlesex-Nord               |                 | Thomas Scatcherd                                                                        | Libéral                  |
| Middlesex-Nord               |                 | Robert Colin Scatcherd du 7 juin 1876                                                   | Libéral                  |
| Middlesex-Ouest              |                 | George William Ross                                                                     | Libéral                  |
| Monck                        |                 | Lachlan McCallum                                                                        | Libéral-conservateur     |
| Muskoka                      |                 | Alexander Peter Cockburn                                                                | Libéral                  |
| Niagara                      |                 | Josiah Burr Plumb                                                                       | Conservateur             |
| Norfolk-Nord                 |                 | John M. Charlton                                                                        | Libéral                  |
| Norfolk-Sud                  |                 | John Stuart                                                                             | Libéral                  |
| Norfolk-Sud                  |                 | William Wallace du 16 décembre 1874                                                     | Conservateur             |
| Northumberland-Est           |                 | James Lyons Biggar                                                                      | Libéral indépendant      |
| Northumberland-Ouest         |                 | William Kerr (en)                                                                       | Libéral                  |
| Ontario-Nord                 |                 | Adam Gordon                                                                             | Libéral                  |
| Ontario-Nord                 |                 | William Henry Gibbs du 5 juillet 1876                                                   | Conservateur             |
| Ontario-Sud                  |                 | Malcolm Cameron                                                                         | Libéral                  |
| Ontario-Sud                  |                 | Thomas Nicholson Gibbs du 5 juillet 1876                                                | Libéral-conservateur     |
| Ottawa*                      |                 | Pierre Saint-Jean                                                                       | Libéral                  |
| Ottawa*                      |                 | Joseph Merrill Currier                                                                  | Libéral-conservateur     |
| Oxford-Nord                  |                 | Thomas Oliver                                                                           | Libéral                  |
| Oxford-Sud                   |                 | Ebenezer Vining Bodwell à partir d'avril 1874 il devint superintendant du Canal Welland | Libéral                  |
| Oxford-Sud                   |                 | James Atchison Skinner du 23 mai 1874                                                   | Libéral                  |
| Peel                         |                 | Robert Smith                                                                            | Libéral                  |
| Perth-Nord                   |                 | Andrew Monteith                                                                         | Conservateur             |
| Perth-Sud                    |                 | James Trow                                                                              | Libéral                  |
| Peterborough-Est             |                 | James Hall                                                                              | Libéral                  |
| Peterborough-Ouest           |                 | John Bertram                                                                            | Libéral                  |
| Prescott                     |                 | Albert Hagar                                                                            | Libéral                  |
| Prince Edouard               |                 | Walter Ross                                                                             | Libéral                  |
| Renfrew-Nord                 |                 | Peter White                                                                             | Libéral-conservateur     |
| Renfrew-Nord                 |                 | William Murray du 4 novembre 1874                                                       | Libéral                  |
| Renfrew-Nord                 |                 | Peter White du 21 janvier 1876                                                          | Libéral-conservateur     |
| Renfrew-Sud                  |                 | John Lorn McDougall                                                                     | Libéral                  |
| Russell                      |                 | Robert Blackburn                                                                        | Libéral                  |
| Simcoe-Nord                  |                 | Hermon Henry Cook                                                                       | Libéral                  |
| Simcoe-Sud                   |                 | William Carruthers Little                                                               | Libéral-conservateur     |
| Stormont                     |                 | Cyril Archibald                                                                         | Libéral                  |
| Toronto-Centre               |                 | Robert Wilkes                                                                           | Libéral                  |
| Toronto-Centre               |                 | John Macdonald du 21 mai 1875                                                           | Libéral indépendant      |
| Toronto-Est                  |                 | John O'Donohoe                                                                          | Libéral-conservateur     |
| Toronto-Est                  |                 | Samuel Platt du 18 janvier 1875                                                         | Indépendant              |
| Toronto-Ouest                |                 | Thomas Moss                                                                             | Libéral                  |
| Toronto-Ouest                |                 | John Beverley Robinson du 6 novembre 1875                                               | Conservateur             |
| Victoria-Nord                |                 | James MacLennan                                                                         | Libéral                  |
| Victoria-Nord                |                 | Hector Cameron du 17 septembre 1875                                                     | Conservateur             |
| Victoria-Sud                 |                 | Arthur McQuade                                                                          | Conservateur             |
| Waterloo-Nord                |                 | Isaac Erb Bowman                                                                        | Libéral                  |
| Waterloo-Sud                 |                 | James Young                                                                             | Libéral                  |
| Welland                      |                 | William Alexander Thomson                                                               | Libéral                  |
| Wellington-Centre            |                 | George Turner Orton                                                                     | Libéral-conservateur     |
| Wellington-Nord              |                 | Nathaniel Higinbotham                                                                   | Libéral                  |
| Wellington-Sud               |                 | David Stirton                                                                           | Libéral                  |
| Wellington-Sud               |                 | Donald Guthrie du 5 juillet 1876                                                        | Libéral                  |
| Wentworth-Nord               |                 | Thomas Bain                                                                             | Libéral                  |
| Wentworth-Sud                |                 | Joseph Rymal                                                                            | Libéral                  |
| York-Est                     |                 | James Metcalfe                                                                          | Libéral                  |
| York-Nord                    |                 | Alfred Hutchinson Dymond                                                                | Libéral                  |
| York-Ouest                   |                 | David Blain                                                                             | Libéral                  |

22 députés durent contester des élections partielles et ont été réélus.
- William McGregor fut réélu dans Essex le 22 octobre 1874.
- John Lorn McDougall fut réélu dans Renfrew-Sud le 24 octobre 1874 et à nouveau le 20 février 1875.
- Schuyler Shibley fut réélu dans Addington le 28 octobre 1874.
- William Kerr fut réélu dans Northumberland-Ouest le 17 novembre 1874.
- James Norris fut réélu dans Lincoln le 17 novembre 1874 et le 19 mai 1877.
- James Lyons Biggar fut réélu dans Northumberland-Est le 12 décembre 1874.
- George Turner Orton fut réélu à Wellington Centre le 13 décembre 1874.
- Charles Frederick Ferguson fut réélu dans Leeds-Nord and Grenville-Nord le 16 décembre 1874.
- James MacLennan fut réélu dans Victoria-Nord le 22 décembre 1874.
- Josiah Burr Plumb fut réélu dans Niagara le 22 décembre 1874.
- Herman Henry Cook fut réélu dans Simcoe-Nord le 26 décembre 1874.
- Sir John A. Macdonald fut réélu dans Kingston le 29 décembre 1874.
- Nathaniel Higinbotham fut réélu dans Wellington-Nord le 18 mars 1875.
- Aemilius Irving fut réélu dans Hamilton le 20 mai 1875.
- Andrew Trew Wood fut réélu dans Hamilton le 20 mai 1875.
- Edward Blake fut réélu dans Bruce-Sud le 2 juin 1875 après être devenu ministre de la Justice.
- Lachlan McCallum fut réélu dans Monck le 22 juin 1875.
- Alfred Hutchison Dymond fut réélu dans York-Nord le 29 juin 1875.
- Andrew Monteith fut réélu dans Perth-Nord le 7 juillet 1875.
- Archibald McNab fut réélu dans Glengarry le 31 juillet 1876.
- David Mills fut réélu dans Bothwell le 15 novembre 1876 après avoir été nommé ministre de l'Intérieur.
- Joseph Merrill Currier fut réélu dans Ottawa le 9 mai 1877.

### Québec
| Circonscriptions    | Circonscriptions | Nom                                                     | Parti                    |
| ------------------- | ---------------- | ------------------------------------------------------- | ------------------------ |
| Argenteuil          |                  | John Joseph Caldwell Abbott                             | Libéral-conservateur     |
| Argenteuil          |                  | Lemuel Cushing du 4 novembre 1874                       | Libéral                  |
| Argenteuil          |                  | Thomas Christie du 31 décembre 1875                     | Libéral                  |
| Bagot               |                  | Joseph-Alfred Mousseau                                  | Conservateur             |
| Beauce              |                  | Christian Pozer                                         | Libéral                  |
| Beauce              |                  | Joseph Bolduc du 18 octobre 1876                        | Conservateur             |
| Beauharnois         |                  | Ulysse-Janvier Robillard                                | Conservateur indépendant |
| Bellechasse         |                  | Télesphore Fournier                                     | Libéral                  |
| Bellechasse         |                  | Joseph-Godéric Blanchet du 23 novembre 1875             | Conservateur             |
| Berthier            |                  | Anselme Homère Pâquet                                   | Libéral                  |
| Berthier            |                  | Edward Octavian Cuthbert du 27 février 1875             | Conservateur             |
| Bonaventure         |                  | Théodore Robitaille                                     | Conservateur             |
| Brome               |                  | Nathaniel Pettes                                        | Libéral                  |
| Chambly             |                  | Amable Jodoin                                           | Libéral                  |
| Chambly             |                  | Pierre-Basile Benoit du 7 janvier 1876                  | Conservateur             |
| Champlain           |                  | Hippolyte Montplaisir                                   | Libéral-conservateur     |
| Charlevoix          |                  | Pierre-Alexis Tremblay                                  | Libéral                  |
| Charlevoix          |                  | Hector-Louis Langevin du 22 janvier 1876                | Conservateur             |
| Châteauguay         |                  | Luther Hamilton Holton                                  | Libéral                  |
| Chicoutimi—Saguenay |                  | Ernest Cimon                                            | Conservateur             |
| Compton             |                  | John Henry Pope                                         | Libéral-conservateur     |
| Deux-Montagnes      |                  | Wilfrid Prévost                                         | Libéral                  |
| Deux-Montagnes      |                  | Charles-Auguste-Maximilien Globensky du 26 février 1875 | Indépendant              |
| Deux-Montagnes      |                  | Jean-Baptiste Daoust du 11 mars 1876                    | Conservateur             |
| Dorchester          |                  | François Fortunat Rouleau                               | Conservateur             |
| Drummond—Arthabaska |                  | Wilfrid Laurier                                         | Libéral                  |
| Drummond—Arthabaska |                  | Désiré Olivier Bourbeau du 27 octobre 1877              | Conservateur             |
| Gaspé               |                  | Louis George Harper                                     | Conservateur             |
| Gaspé               |                  | John Short du 10 juillet 1875                           | Conservateur             |
| Hochelaga           |                  | Alphonse Desjardins                                     | Conservateur             |
| Huntingdon          |                  | Julius Scriver                                          | Libéral                  |
| Iberville           |                  | François Béchard                                        | Libéral                  |
| Jacques-Cartier     |                  | Rodolphe Laflamme                                       | Libéral                  |
| Joliette            |                  | Louis François Georges Baby                             | Conservateur             |
| Kamouraska          |                  | Charles Pelletier                                       | Libéral                  |
| Kamouraska          |                  | Charles-François Roy du 19 février 1877                 | Conservateur             |
| Laprairie           |                  | Alfred Pinsonneault                                     | Conservateur             |
| L'Assomption        |                  | Hilaire Hurteau                                         | Libéral-conservateur     |
| Laval               |                  | Joseph-Aldéric Ouimet                                   | Libéral-conservateur     |
| Lévis               |                  | Louis-Honoré Fréchette                                  | Libéral                  |
| L'Islet             |                  | Philippe Baby Casgrain                                  | Libéral                  |
| Lotbinière          |                  | Henri Bernier                                           | Libéral                  |
| Maskinongé          |                  | Louis-Alphonse Boyer                                    | Libéral                  |
| Mégantic            |                  | Édouard-Émery Richard                                   | Libéral                  |
| Missisquoi          |                  | William Donahue                                         | Libéral                  |
| Montcalm            |                  | Firmin Dugas                                            | Conservateur             |
| Montmagny           |                  | Henri-Thomas Taschereau                                 | Libéral                  |
| Montmorency         |                  | Jean Langlois                                           | Conservateur             |
| Montréal-Centre     |                  | Michael Patrick Ryan                                    | Libéral-conservateur     |
| Montréal-Centre     |                  | Bernard Devlin du 26 novembre 1875                      | Libéral                  |
| Montréal-Est        |                  | Louis-Amable Jetté                                      | Libéral                  |
| Montréal-Ouest      |                  | Frederick Mackenzie                                     | Libéral                  |
| Montréal-Ouest      |                  | Thomas Workman du 30 octobre 1875                       | Libéral                  |
| Napierville         |                  | Antoine-Aimé Dorion                                     | Libéral                  |
| Napierville         |                  | Sixte Coupal dit la Reine du 4 août 1874                | Libéral                  |
| Nicolet             |                  | Joseph Gaudet                                           | Conservateur             |
| Nicolet             |                  | François Xavier Ovide Méthot du 18 décembre 1877        | Conservateur indépendant |
| Ottawa              |                  | Alonzo Wright                                           | Libéral-conservateur     |
| Pontiac             |                  | William McKay Wright                                    | Libéral-conservateur     |
| Portneuf            |                  | Esdras Alfred de St-Georges                             | Libéral                  |
| Comté de Québec     |                  | Joseph-Philippe-René-Adolphe Caron                      | Conservateur             |
| Québec-Centre       |                  | Joseph Édouard Cauchon                                  | Conservateur             |
| Québec-Centre       |                  | Jacques Malouin du 3 novembre 1877                      | Indépendant              |
| Québec-Est          |                  | Isidore Thibaudeau                                      | Libéral                  |
| Québec-Est          |                  | Wilfrid Laurier du 28 novembre 1877                     | Libéral                  |
| Québec-Ouest        |                  | Thomas McGreevy                                         | Libéral-conservateur     |
| Richelieu           |                  | Georges Isidore Barthe                                  | Conservateur indépendant |
| Richmond—Wolfe      |                  | Henry Aylmer                                            | Libéral                  |
| Rimouski            |                  | Jean-Baptiste Romuald Fiset                             | Libéral                  |
| Rouville            |                  | Guillaume Cheval dit Saint-Jacques                      | Libéral                  |
| Saint-Maurice       |                  | Charles Gérin Lajoie                                    | Libéral                  |
| Shefford            |                  | Lucius Seth Huntington                                  | Libéral                  |
| Ville de Sherbrooke |                  | Edward Towle Brooks                                     | Conservateur             |
| Soulanges           |                  | Jacques-Philippe Lanthier                               | Conservateur             |
| Saint-Hyacinthe     |                  | Louis Delorme                                           | Libéral                  |
| Saint-Jean          |                  | François Bourassa                                       | Libéral                  |
| Stanstead           |                  | Charles Carroll Colby                                   | Libéral-conservateur     |
| Témiscouata         |                  | Jean-Baptiste Pouliot                                   | Conservateur             |
| Terrebonne          |                  | Louis Masson                                            | Conservateur             |
| Trois-Rivières      |                  | William McDougall                                       | Conservateur             |
| Vaudreuil           |                  | Robert Harwood                                          | Libéral-conservateur     |
| Verchères           |                  | Félix Geoffrion                                         | Libéral                  |
| Yamaska             |                  | Charles-Ignace Gill                                     | Conservateur             |

Douze députés furent réélus à leur poste lors d'élections partielles:
- Félix Geoffrion fut réélu dans Verchères le 25 juillet 1874 après avoir été nommé ministre du Revenu intérieur.
- Henry Aylmer fut réélu dans Richmond—Wolfe le 4 décembre 1874 après avoir été nommé Receveur-général.
- Louis François George Baby fut réélu dans Joliette le 10 décembre 1874.
- Frederick Mackenzie fut réélu dans Montreal-Ouest le 10 décembre 1874.
- Amable Jodoin fut réélu dans Chambly le 30 décembre 1874.
- Hilaire Hurteau fut réélu dans L'Assomption le 16 janvier 1875.
- Sixte Coupal dit la Reine fut réélu dans Napierville le 19 juin 1875.
- Bernard Devlin fut réélu dans Montreal-Centre le 26 novembre 1875.
- François Fortunat Rouleau fut réélu dans Dorchester le 14 décembre 1875.
- Joseph Édouard Cauchon fut réélu dans  Quebec-Centre le 27 décembre 1875 après être devenu Président du Conseil privé.
- Rodolphe Laflamme fut réélu dans Jacques-Cartier le 28 décembre 1876 après avoir été nommé ministre du Revenu intérieur.
- Hector-Louis Langevin fut réélu dans Charlevoix le 23 mars 1877.

## Sources
- Site web du Parlement du Canada

- (en) Cet article est partiellement ou en totalité issu de l’article de Wikipédia en anglais intitulé « 2nd Canadian Parliament » (voir la liste des auteurs).